# ديفيد هاميلتون (مغني أوبرا)
ديفيد هاميلتون (بالإنجليزية: David Hamilton)‏ هو مغني أوبرا بريطاني، ولد في 22 مارس 1960.

## وصلات خارجية
- ديفيد هاميلتون على موقع ميوزك برينز (الإنجليزية)
- ديفيد هاميلتون على موقع أول ميوزيك (الإنجليزية)
- ديفيد هاميلتون على موقع ديسكوغز (الإنجليزية)